# 공화당 (2014년)
공화당 (共和黨)은 대한민국의 극우 보수주의 정당이었다.

## 이념
공화당은 같은 극우 정당인 민주공화당을 사실상 계승한 정당이다. 성매매의 합법화, 핵무기의 개발과 무장, 한국 전쟁과 베트남 전쟁의 참전 수당 1,000% 인상, 택시 기사의 기본급 100% 인상, 5·18 광주 민주화 운동의 재평가, 중북주의적 좌익 인사들에게 신청적으로 한하여 합법적으로 안전하게 북한으로의 이주, 사형제 이행, 지방자치 단체장 임명제 시행, 사교육 전면금지 등의 이념이 있다. 그리고 민주공화당과 유사한 극우 민족주의 성향을 강하게 띤다.

## 역사
공화당은 2014년 신동욱이 창당하였다. 창당 당시에 서초구 의회 비례대표 김명숙 후보, 옥천군수 후보 이성실 후보, 전라북도 의원 비례대표 김채란 후보가 등록되었고, 대전광역시 비례대표 후보인 이희영 후보는 이중 당적 보유로 인하여 등록 취소되었다. 뒤이은 선거에서 김명숙, 김채란, 이성실 등의 후보는 전부 낙선하였다.
2015년 대한민국 재보궐선거 당시 서울특별시 관악구의 국회의원 후보 1명을 공천시켜 출마했으나 낙선되었다. 대한민국 제20대 국회의원 선거에서는 박근령이 비례대표 1번으로 출마하였다. 당시 1호 공약으로 성매매 합법화를 걸고 출마하기도 했다.
공화당은 2016년 3월, 창당을 준비 중이던 친허연대를 병합시켰다. 신동욱은 대한민국 제19대 대통령 선거 때 허경영을 대통령 선거의 후보로 선출할 것이라고 했지만, 끝내 실현되지 못했다. 허경영은 2019년까지 피선거권이 일부 제한되며 19대 대선에는 불참하였다. 그 대신 19대 대선에서는 홍준표 후보를 지지하였다. 2016년 하반기부터 공화당은 박근혜 대통령 탄핵 반대 시위에 참가했으며, 2019년 6월 15일 홍문종이 대한애국당의 당명을 "신공화당"으로 바꾸려고 하자 공화당이 이를 비판하는 논평을 냈다.
그러나 2019년 8월 해당 정당의 친박화에 반발한 친허경영계가 거의 대부분 탈당하여 국가혁명배당금당을 만들었으나, 현재 원외정당을 유지하고 있다.
이후 대한민국 제21대 국회의원 선거에서 신동욱 대표가 지역구로 출마하였지만 낙선하였고, 결국 총선이 끝난 후에 해산을 선언하였다.